# Richard Mourdock
Richard Earl Mourdock, né le 8 octobre 1951 à Wauseon (Ohio), est un homme politique américain. Membre du Parti républicain, il est trésorier de l'Indiana de 2007 à 2014. Il est le candidat nommé par son parti pour les élections de 2012 pour le Sénat des États-Unis, battu par le candidat du Parti démocrate, le représentant fédéral Joe Donnelly.

## Carrière politique
En 1990 et 1992, il tente sans succès de se faire élire à la Chambre des représentants des États-Unis dans le huitième district congressionnel de l'Indiana. Il est distancé de neuf points de pourcentage (54 % contre 45 %) par le démocrate sortant Frank McCloskey en 1990, écart qu'il réduit en 1992 (53 % contre 45 %).

### Trésorier de l'Indiana
En 2006, Mourdock est élu trésorier de l'Indiana avec 51,93 % des voix face à Michael W. Griffin et est réélu quatre ans plus tard avec 62,46 % des voix face à Pete Buttigieg. Lors de la crise économique de 2008, il gagne une visibilité nationale par son opposition aux plans de relance du président Barack Obama et du gouvernement fédéral. Il intente notamment un procès infructueux contre le sauvetage de Chrysler en 2009, avec comme argument principal le fait que cela met en danger trois fonds de pension de l'État pourtant considérés sûrs.
Il démissionne le 29 août 2014, un jour avant la mise en œuvre légale de coupes dans les retraites des actuels employés de l'État.

### Candidature au Sénat des États-Unis
Le 22 février 2011, Mourdock annonce qu'il compte affronter le sénateur des États-Unis pour l'Indiana sortant Dick Lugar, membre du Parti républicain, lors de l'élection primaire organisée par son parti. Lugar, son concurrent de 20 ans son aîné, est réputé plus modéré et moins conservateur que Mourdock. Durant la campagne des primaires, Mourdock reçoit le soutien de Sarah Palin, du mouvement Tea Party et de plusieurs personnalités et organisations conservatrices. Le 8 mai 2012, Mourdock s'impose largement face à Lugar avec 60,51 % des voix.
Lors de l'élection sénatoriale, il fait face au représentant fédéral Joe Donnelly, candidat du Parti démocrate et Andy Horning, candidat du Parti libertarien. Les sondages placent Mourdock au coude-à-coude avec son concurrent démocrate.
À l'instar de Todd Akin, Mourdock déclenche des propos polémiques en lien avec le viol et l'avortement. Mourdock affirme lors du débat télévisé face à Joe Donnelly que « même si la vie commence dans cette horrible situation qu'est le viol, [cela] résulte de la volonté de Dieu ». Tout en réitérant son soutien à Mourdock, Mitt Romney, candidat nommé par le Parti républicain pour la présidence des États-Unis, souligne son désaccord avec ces déclarations polémiques,,.
Le 6 novembre 2012, Donnelly l'emporte avec 50,04 % des voix contre 44,28 % à Mourdock et 5,67 % à Horning.